# 히고오즈역
히고오즈역(일본어: 肥後大津駅)은 일본 구마모토현 기쿠치군 오즈정에 위치한 규슈 여객철도 호히 본선의 철도역이다. 단선 · 섬식의 형태를 합친 2면 3선 구조의 복합 승강장을 갖춘 지상역이다.

## 타는 곳
| 1 · 2 · 3 | ■ 호히 본선 | (상행) | 스이젠지 · 구마모토 방면 |
| 1 · 2 · 3 | ■ 호히 본선 | (하행) | 아소 · 오이타 방면       |

## 이용 현황
| 승차 인원 추이 | 승차 인원 추이    |
| 연도           | 1일 평균 이용객수 |
| -------------- | ----------------- |
| 2000           | 3,760             |
| 2001           | 3,844             |
| 2002           | 3,884             |
| 2003           | 3,746             |
| 2004           | 3,701             |
| 2005           | 3,730             |
| 2006           | 3,812             |
| 2007           | 3,800             |
| 2008           | 3,847             |
| 2009           | 3,860             |
| 2010           | 3,862             |

## 역 주변
- 오즈 정청
- 국도 제57호선
- 이온 오즈 쇼핑 플라자

## 인접 역
| 호히 본선              | 호히 본선   | 호히 본선        |
| ---------------------- | ----------- | ---------------- |
| 하라미즈 구마모토 방면 | ■ 호히 본선 | 세타 오이타 방면 |